# Nick Miller
Nicholas Miller II, född 29 augusti 1980 i Tokoroa, Nya Zeeland, är en nyzeeländsk skådespelare.
Han spelade Pride i säsong 3-5 av tv-serien The Tribe, men dör i säsong 5 när han letar efter Salene som blivit tagen av The Technos. Det sista han sa var att han älskade Salene och att May skulle säga det till henne.

## Filmografi
- Eddie's Million Dollar Cook (2003) - Alex Ogden
- The Tribe säsong 3-5 (2001-2003) - Pride
- Murder in Greenwich (2002) - En tonåring
- Shortland Street (1996) - Sean Kearney